# Зденка Берґрова
Зде́нка Бе́рґрова (чеськ. Zdenka Bergrová, до шлюбу Вовсова (чеськ. Vovsová), відома також як Берґрова-Вовсова (*10 березня 1923,Прага,— † 22 травня 2008, Прага) — чеська перекладачка, поетеса та письменниця, учасниця Руху Опору під час Другої світової війни. Перекладала твори українських, а також французьких, російських, норвезьких, німецьких, білоруських та інших поетів і прозаїків. Загалом переклала понад 70 тисяч поетичних рядків.

## Біографія
Народилася в родині друкаря. Під час Другої світової війни брала участь у русі Опору. 1952 року закінчила Карлів університет у Празі (проте її дисертацію про Володимира Короленка не було визнано через схвальне ставлення дисертантки до позиції Короленка під час громадянської війни, його закликів проти терору як «червоного», так і «білого»).

## Літературна творчість
Перший власний вірш опублікувла 1945 року в газеті «Млада фронта», а від 1949 починає активно публікувати переклади (спочатку в періодичній пресі). Досконало знала українську мову, перекладала з оригіналу. Перші переклади твори Тараса Шевченка з'явилися 1950 року. В 1951 було надруковано 4 вірші чеською мовою в антології української поезії «Перемагати й жити» (Прага, 1951). У збірці «Вибране з творів найбільшого поета і будителя України» (Прага, 1951) вмістила переклади шевченкових віршів «Ой крикнули сірії гуси», «Чи ми ще зійдемося знову?», «І широкую долину», «Ой гляну я, подивлюся», «Та не дай, Господи, нікому» і «Чого мені тяжко, чого мені нудно» та «Не женись на багатій».
В Празі 1953 року видано «Кобзар» з передмовою Ю. Доланського, куди ввійшло 85 поетичних творів Шевченка в перекладах Берґрової. В 1961 в її перекладі в Празі вийшли поема «Гайдамаки», збірка «Думи мої, думи мої», в якій містилося 79 шевченкових ліричних поезій, та збірка з 13 ліричних і епічних творів Шевченка «У тім раї на землі», післямову до якої написав Ю. Доланський.
Переклала також поему «Єретик» (Прага, 1964) та вірш «Три літа» (надруковано в книжці «Українська література в Слов'янській бібліотеці», Прага, 1964).
В її перекладі виходили також українські народні казки.
З російської перекладала твори Олександра Пушкіна, Лермонтова, Федора Достоєвського, Олександра Островського, Миколи Некрасова, Бориса Пастернака, Левітанського та інших авторів, з французької — Поля Верлена, з білоруської — Василя Вітки.

## Премії, нагороди
1999 року отримала диплом та медаль Європейського кругу «Франц Кафка».